# La Presó (Almatret)
La Presó és una obra d'Almatret (Segrià) inclosa a l'Inventari del Patrimoni Arquitectònic de Catalunya.

## Descripció
Sala de dimensions reduïdes (3,5x2,2), tota de pedra picada, amb una sola obertura per on s'entra. La volta és de mig punt. La porta té la llinda d'una peça, un gran escut i la porta de fusta conservada amb el seu gran forrellat.

## Història
Antigament es feia servir com una presó.